# Góra Kozerowa
Góra Kozerowa (888 m) – niski szczyt znajdujący się w Gorcach. Góruje nad wsią Lubomierz w województwie małopolskim, w powiecie limanowskim, w gminie Mszana Dolna. Znajduje się w bocznym grzbiecie, który od grzbietu Jaworzynka – Gorc Troszacki – Kudłoń w górnej części polany Podskały odgałęzia się w północno-zachodnim kierunku. Zachodnie stoki Kozerowej Góry opadają do doliny potoku Rosocha, wschodnie do doliny Kozerowego Potoku (dopływ Rosochy). Górę Kozerową porasta las, ale na jej stokach znajdują się dwie polany: wyżej położona Złotnica i niżej Zgrzypiczne. Obydwie znajdują się już poza granicami Gorczańskiego Parku Narodowego, natomiast wierzchołek i górna część grzbietu wchodzi w skład tego parku.
Nazwa szczytu najprawdopodobniej pochodzi od osiedla Kozery znajdującego się na Lubomierzu opodal tej góry. Na niektórych mapach szczyt ten nazywa się „Kozyrowa Góra”, a osiedle znajdujące się pod tą górą: Kozyry.
Przez Kozerową Górę nie prowadzi żaden szlak turystyczny.

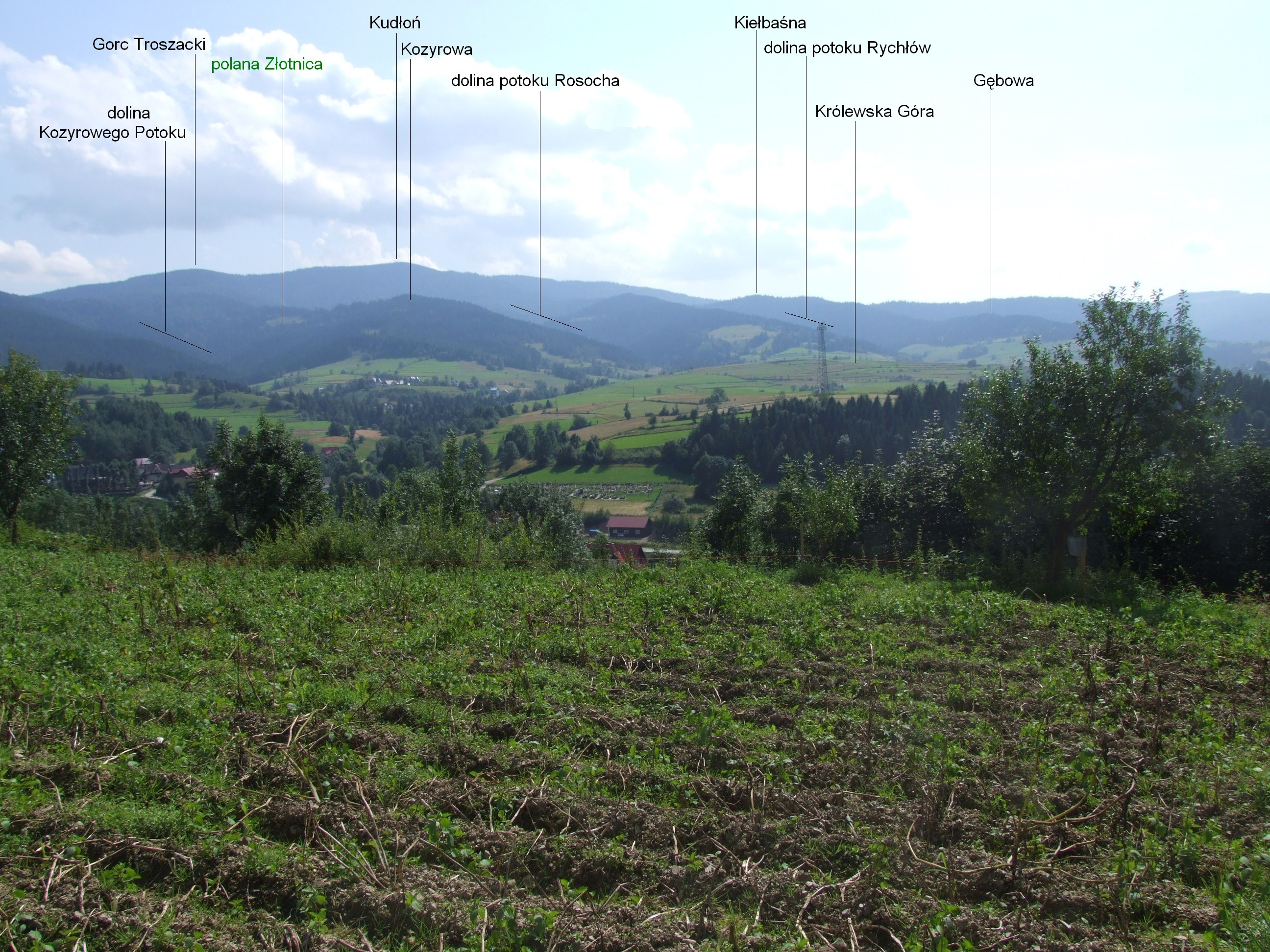
Widok z Cyrkowej Góry